# Giselbert II
Giselbert II van Maasgouw ook wel Giselbrecht (ca. 885 - Andernach, 2 oktober 939) was hertog van Lotharingen. Hij was een kleinzoon van Giselbert die een dochter (Ermengarde?) van keizer Lotharius I schaakte.

## Opvolger van zijn vader
Giselbert erfde in 915 het grootste deel van de bezittingen en functies van zijn vader Reinier I van Henegouwen. Koning Karel de Eenvoudige weigerde echter om hem ook de functie van markgraaf van Lotharingen te geven, die zijn vader wel had gehad. De basis van Giselberts macht werd gevormd door zijn rol als lekenabt van een aantal grote abdijen: Sint-Servaas in Maastricht, de abdij van Echternach, de dubbelabdij Stavelot-Malmedy, de Sint-Maximinusabdij te Trier, de abdij van Saint-Ghislain, de abdij van Remiremont, en de abdij van Moyenmoutier. Giselbert gaf veel van deze bezittingen weg aan edelen en wist zo een groot aantal vazallen aan zich te binden. Giselbert werd (in 920) de eerste "princeps" van Lotharingen genoemd. In 918 kwam hij in conflict met Karel toen die hem de Sint-Servaas ontnam. In 922 steunde Giselbert dan ook de opstand van Robert van Parijs en vocht in 923 aan zijn kant in de slag bij Soissons. In 925 huldigde Giselbert Hendrik de Vogelaar als koning.

## Hertog van Lotharingen
In 928 werd Giselbert benoemd tot hertog van Lotharingen en nog in 928 huwde hij Gerberga van Saksen, de dochter van Hendrik de Vogelaar. Hendrik dwong Giselbert in 931 zijn bondgenootschap met Herbert II van Vermandois op te geven. Als hertog behaalde Giselbert successen in de verdediging van Lotharingen tegen de Vikingen en Bourgondië.
Hendrik had zijn hertogen een grote mate van zelfstandigheid laten behouden. Na zijn dood (936) bleek diens zoon Otto I een politiek te voeren waardoor de hertogen veel meer een ondergeschikte rol zouden krijgen. Giselbert sloot zich daarom in 939 aan bij de opstand van Hendrik I van Beieren (de jongere broer van Otto) en Everhard III van Franken (zoon van de vroegere koning Koenraad I van Franken). Op 2 oktober 939 staken zij vanuit het oosten bij Andernach de Rijn over. De achterblijvers werden in de slag bij Andernach op de oostelijke oever verrast door een leger dat de lokale graven Udo van de Wetterau en Konrad Kurzbold op de been hadden gebracht. Giselbert verdronk toen hij al zwemmend over de Rijn wilde vluchten. Volgens de 11e-eeuwse schrijver Jocundus werd hij met veel praal begraven in de Sint-Servaaskerk in Maastricht, maar zijn graf is nooit teruggevonden.
Volgens een kronikeur uit zijn tijd was hij niet alleen dapper en vechtlustig, maar ook begerig. Uit een studie van Dierkens en Margue uit 2004 komt echter een meer evenwichtig beeld naar voren.

## Familie en nakomelingen
Giselbert was de zoon van Reinier I van Henegouwen en Alberada. Vermoedelijk was hij in een eerste huwelijk getrouwd met ene Godila. Giselbert trouwde 928 met Gerberga van Saksen, dochter van Hendrik de Vogelaar en Mathilde van Ringelheim. Zij kregen de volgende kinderen:
- Alberada (929 - 967), gehuwd met Ragenold van Roucy, een Vikingleider die later graaf van Roucy werd.
- Hedwig (ca. 932 - ), vermoedelijk moeder van een verder onbekende graaf Guy. De naam van haar man is ook onbekend.
- Hendrik (voor 934 - ca. 944), titulair hertog van Lotharingen,
- Gerberga (ca. 935 - na 978), gehuwd met Albert I van Vermandois, de Vrome († 987).

## Voorouders
| Voorouders van Giselbert II | Voorouders van Giselbert II                             | Voorouders van Giselbert II                             | Voorouders van Giselbert II                             | Voorouders van Giselbert II                             | Voorouders van Giselbert II                             | Voorouders van Giselbert II                             | Voorouders van Giselbert II                             | Voorouders van Giselbert II                             |
| --------------------------- | ------------------------------------------------------- | ------------------------------------------------------- | ------------------------------------------------------- | ------------------------------------------------------- | ------------------------------------------------------- | ------------------------------------------------------- | ------------------------------------------------------- | ------------------------------------------------------- |
| Overgrootouders             | Giselbert van de Bidgouw (800-) ∞ ? (-)                 | Giselbert van de Bidgouw (800-) ∞ ? (-)                 | Lotharius I (795-855) ∞ Irmgard (805-851)               | Lotharius I (795-855) ∞ Irmgard (805-851)               | ? (-) ∞ ? (-)                                           | ? (-) ∞ ? (-)                                           | ? (-) ∞ ? (-)                                           | ? (-) ∞ ? (-)                                           |
| Grootouders                 | Giselbert I (825-885) ∞ Ermengarde (ca. 828 - 849)      | Giselbert I (825-885) ∞ Ermengarde (ca. 828 - 849)      | Giselbert I (825-885) ∞ Ermengarde (ca. 828 - 849)      | Giselbert I (825-885) ∞ Ermengarde (ca. 828 - 849)      | ? (-) ∞ ? (-)                                           | ? (-) ∞ ? (-)                                           | ? (-) ∞ ? (-)                                           | ? (-) ∞ ? (-)                                           |
| Ouders                      | Reinier I van Henegouwen (850-915) ∞ Alberada (854-919) | Reinier I van Henegouwen (850-915) ∞ Alberada (854-919) | Reinier I van Henegouwen (850-915) ∞ Alberada (854-919) | Reinier I van Henegouwen (850-915) ∞ Alberada (854-919) | Reinier I van Henegouwen (850-915) ∞ Alberada (854-919) | Reinier I van Henegouwen (850-915) ∞ Alberada (854-919) | Reinier I van Henegouwen (850-915) ∞ Alberada (854-919) | Reinier I van Henegouwen (850-915) ∞ Alberada (854-919) |
| Giselbert II (885-939)      |                                                         |                                                         |                                                         |                                                         |                                                         |                                                         |                                                         |                                                         |